# Демьяновское городское поселение
Демьяновское городское поселение — муниципальное образование в составе Подосиновского района Кировской области России.
Центр — посёлок городского типа Демьяново.

## История
Демьяновское городское поселение образовано 1 января 2006 года согласно Закону Кировской области от 07.12.2004 № 284-ЗО.
Законом Кировской области от 28 апреля 2012 года № 141-ЗО в состав поселения включены все населённые места упразднённых Зареченского, Лунданкского и Шолгского сельских поселений.

## Население
| 2009  | 2010  | 2011  | 2012  | 2013  | 2014  | 2015  |
| ----- | ----- | ----- | ----- | ----- | ----- | ----- |
| 6051  | ↘5985 | ↘5535 | ↗5866 | ↗6566 | ↘6403 | ↘6194 |
| 2016  | 2017  | 2018  | 2019  | 2020  | 2021  |       |
| ↘6076 | ↘5895 | ↘5744 | ↘5544 | ↘5419 | ↘5093 |       |

## Состав
В состав поселения входят 45 населённых пунктов (население, 2010):
| - посёлок Демьяново — 5558 чел.; - деревня Алебино — 0 чел.; - деревня Анфалово — 2 чел.; - деревня Байкалово — 0 чел.; - деревня Вайканица — 7 чел.; - деревня Демьяново — 9 чел.; - деревня Дорожаица — 109 чел.; - деревня Калачиха — 0 чел.; - деревня Калиниха — 5 чел.; - деревня Лисья Слободка — 115 чел.; - деревня Маево — 0 чел.; - деревня Маялово — 6 чел.; - деревня Мельмина Гора — 0 чел.; - деревня Нижнее Маялово — 156 чел.; - деревня Плесо — 5 чел.; | - деревня Помелиха — 0 чел.; - деревня Суслониха — 0 чел.; - деревня Фурсово — 13 чел.; - село Заречье — 99 чел.; - деревня Букреевица — 8 чел.; - деревня Ванинская — 4 чел.; - деревня Грибинская — 123 чел.; - деревня Даниловская — 0 чел.; - деревня Заозерица — 8 чел.; - деревня Мачехино — 2 чел.; - деревня Остров — 1 чел.; - деревня Поцепилово — 6 чел.; - деревня Созаново — 0 чел.; - деревня Старо — 7 чел.; - деревня Фалево — 0 чел.; | - посёлок Лунданка — 373 чел.; - посёлок Верхнемалье — 132 чел.; - село Шолга — 122 чел.; - деревня Бортино — 1 чел.; - деревня Коняиха — 0 чел.; - деревня Линяково — 0 чел.; - деревня Лобаново — 0 чел.; - деревня Лукино — 0 чел.; - деревня Мальцево — 9 чел.; - деревня Мурамовская — 0 чел.; - деревня Никульская — 0 чел.; - деревня Прость — 1 чел.; - деревня Пуртово — 0 чел.; - деревня Старая — 31 чел.; - деревня Фомино — 0 чел. |